# Aegukka
 Ikke at forveksle med Sydkoreas nationalhymne Aegukga.
"Aegukka" (애국가, dansk: "Den patriotiske sang"; bogstaveligt kærlighed land sang) eller Ach'imŭn pinnara (dansk: "Lad morgenen skinne") er navnene på Nordkoreas officielle nationalsang. Sangen blev skrevet og komponeret i 1947 af den nordkoreanske forfatter Pak Seyŏng og komponist Kim Wŏn'gyun. Sangen består af i alt to vers. Teksten er meget patriotisk og beskriver og hylder landet.

## Tekst
|         | Chosŏn'gŭl | Chosŏn'gŭl og hancha | McCune-Reischauer | Engelsk tekst |
| ------- | --- | --- | --- | --- |
| 1. Vers | 아침은 빛나라 이 강산 은금에 자원도 가득한 삼천리 아름다운 내 조국 반만년 오랜 력사에 찬란한 문화로 자라난 슬기론 인민의 이 영광 몸과 맘 다 바쳐 이 조선 길이 받드세 | 아침은 빛나라 이 江山 銀金에 資源도 가득한 三千里 아름다운 내 祖國 半萬年 오랜 歷史에 燦爛한 文化로 자라난 슬기론 人民의 이 榮光 몸과 맘 다 바쳐 이 朝鮮 길이 받드세 | Achimeun bitchnara i gangsan Eun-geume jaweondo gadeukhan Samcheolli areumdaun nae joguk Banmannyeon oraen ryeoksae Challanhan munhwaro jaranan Seulgiron inmineui i yeonggwang Momgwa mam da pachyeo i Joseon Giri patteuse | Let morning shine on the silver and gold of this land, Three thousand leagues packed with natural wealth. My beautiful fatherland. The glory of a wise people Brought up in a culture brilliant With a history five millennia long. Let us devote our bodies and minds To supporting this Korea forever.        |
| 2. Vers | 백두산 기상을 다 안고 근로의 정신은 깃들어 진리로 뭉쳐진 억센 뜻 온 세계 앞서 나가리 솟는 힘 노도도 내밀어 인민의 뜻으로 선 나라 한없이 부강하는 이 조선 길이 빛내세 | 白頭山 氣像을 다 안고 勤勞의 精神은 깃들어 眞理로 뭉쳐진 억센 뜻 온 世界 앞서 나가리 솟는 힘 怒濤도 내밀어 人民의 뜻으로 선 나라 限없이 富强하는 이 朝鮮 길이 빛내세 | Baekdusan gisangeul da ango Geulloeui Jeongsineun gitteureo Jinriro mungchyeojin eoksen tteut On segye abseo nagari Sonnŭn him nododo naemireo Inmineui tteumseuro seon nara Haneobsi buganghaneun i Joseon Giri bichnaese   | Embracing the atmosphere of Mount Paektu, Nest for the spirit of labour, The firm will, bonded with truth, Will go forth to all the world. The country established by the will of the people, Breasting the raging waves with soaring strength. Let us glorify forever this Korea, Limitlessly rich and strong. |